# コンデ・ナスト
コンデ・モントローズ・ナスト（Condé Montrose Nast、1873年3月26日 - 1942年9月19日）は、アメリカ合衆国の実業家・出版者である。ナストが創業したコンデナスト社は、『ヴァニティ・フェア』、『ヴォーグ』、『ザ・ニューヨーカー』などのブランドを出版・維持するマスメディア会社である。

## 若年期と教育
コンデ・モントローズ・ナストはニューヨーク市在住のアメリカ中西部出身の家庭に生まれた。父のウィリアム・F・ナストは、ドイツ生まれのメソジスト指導者ウィリアム・ナストの息子で、ベルリンの米国大使館に駐在していた外交官であり、発明家だった。母親のエスター・A・ブノイストは、セントルイスの銀行家ルイ・オーギュスト・ブノイストの娘で、カナダからミズーリ州に移住したフランスの名家の子孫である。ナストには兄弟が3人いた。コンデ・モントローズ・ナストという名前は叔父にちなんで名づけられた。
叔母から学費の支援を受けてジョージタウン大学に入学し、1894年に卒業した。在学中は、ジョージタウン大学の初期の学生自治会「ヤード」の初代会長を務め、ジョージタウン大学のディベート団体、フィロデミック・ソサエティのメンバーだった。1895年に同大学で修士号を取得した。その後、1897年にセントルイス・ワシントン大学で法学の学士号を取得した。

## キャリア
ナストは法学の学士号は取得したが、法律をよくわかっていなかった。卒業とともに、ジョージタウン大学の同級生、ロバート・コリアーを頼って、『コリアーズ』誌の広告マネージャーの仕事に就いた。ナストは、10年の間に広告収入を百倍に増やした。ナストは、ロバート・M・マクブライドと共に本と『リッピンコット・マンスリー・マガジン』を出版した。コリアーズ社を退社した後、ナストは当時ニューヨークの小さな社交誌だった『ヴォーグ』を買収し、アメリカの一流ファッション誌の1つに成長させた。
その後、20年以上にわたって編集者であり大きな影響力を持っていた友人のフランク・クラウンシールドの助けを借りて、『バニティ・フェア』を洗練された一般向けの出版物に変えた。多くの新進作家や質の高い作家の作品を掲載した。
ナストは最終的に、『ハウス・アンド・ガーデン』、『ヴォーグ』のイギリス版、フランス版、アルゼンチン版、『ル・ジャルダン・デ・モード』、『グラマー』などの雑誌を所有していた。他の出版社が単に雑誌の発行部数を増やすことに重点を置いていたのに対し、ナストは収入レベルや共通の関心事によって対象とする読者のグループを分けていた。ナストの下で働いたスタッフには、『ヴォーグ』の編集長を務めたエドナ・ウールマン・チェイスや、ドロシー・パーカー、ロバート・ベンチレーなどがいた。

## 私生活

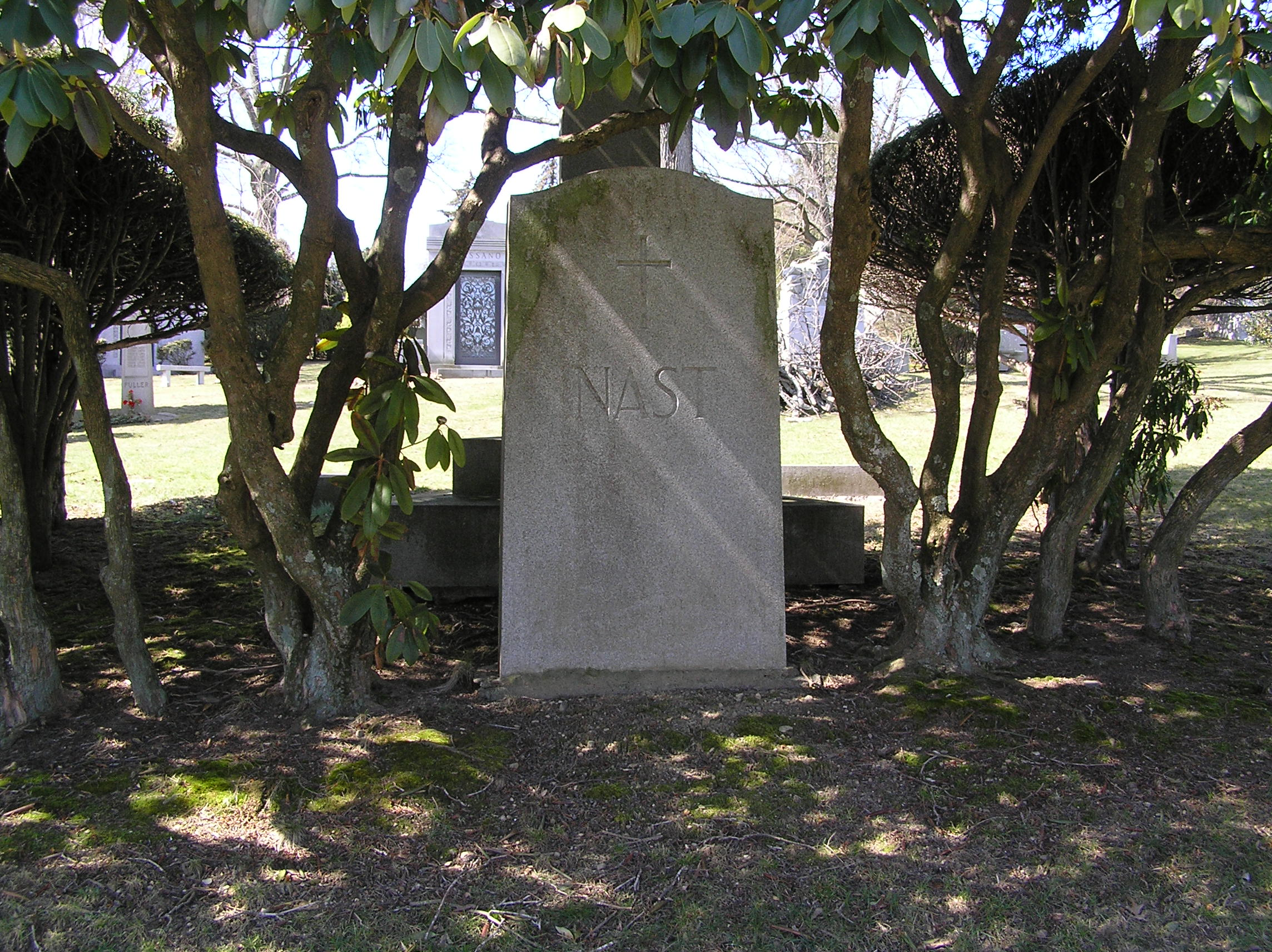
ゲート・オブ・ヘブン墓地にあるナストの墓

ナストは2度結婚し、2度とも離婚した。最初の妻はクラリス・クーデット(Clarisse Coudert)である。クラリスはクーデット兄弟法律事務所の相続人で、セットや衣装のデザイナーになった。1902年に結婚したが、1919年に別居し、1925年に離婚した。2人の間には子供が2人いた。
2番目の妻はレスリー・フォスター(Leslie Foster)である。レスリーは、短期間のみワイオミング準州知事となったジョージ・W・バクスターの孫に当たる。2人は1928年に、レスリーが20歳、ナストが55歳の時に結婚し、1932年頃に離婚した。2人の間には子供が1人いた。
1932年から1936年にかけて、『バニティ・フェア』の作家ヘレン・ブラウン・ノーデン(Helen Brown Norden)と一緒に住んでいた。
世界恐慌で破滅しかけ、晩年は初期の繁栄を取り戻すために奮闘していた。ナストは1942年9月19日に死去し、ニューヨーク州ホーソーンのゲート・オブ・ヘブン墓地に埋葬された。ナストの墓の近くには、ベーブ・ルースやビリー・マーチンの墓がある。